# Новомлиновский сельский совет (Розовский район)
Новомлиновский сельский совет (укр. Новомлинівська сільська рада) — входит в состав
Розовского района
Запорожской области
Украины.
Административный центр сельского совета находится в 
с. Новомлиновка.

## Населённые пункты совета
- с. Новомлиновка
- с. Новодворовка